# Генслер, Якоб
Иоганн Якоб Генслер (нем. Johann Jakob Gensler; 21 января 1808, Гамбург — 26 января 1845, Гамбург) — художник немецкого бидермайера: рисовальщик, живописец, акварелист. Член известной семьи гамбургских художников, старший брат Мартина Генслера.

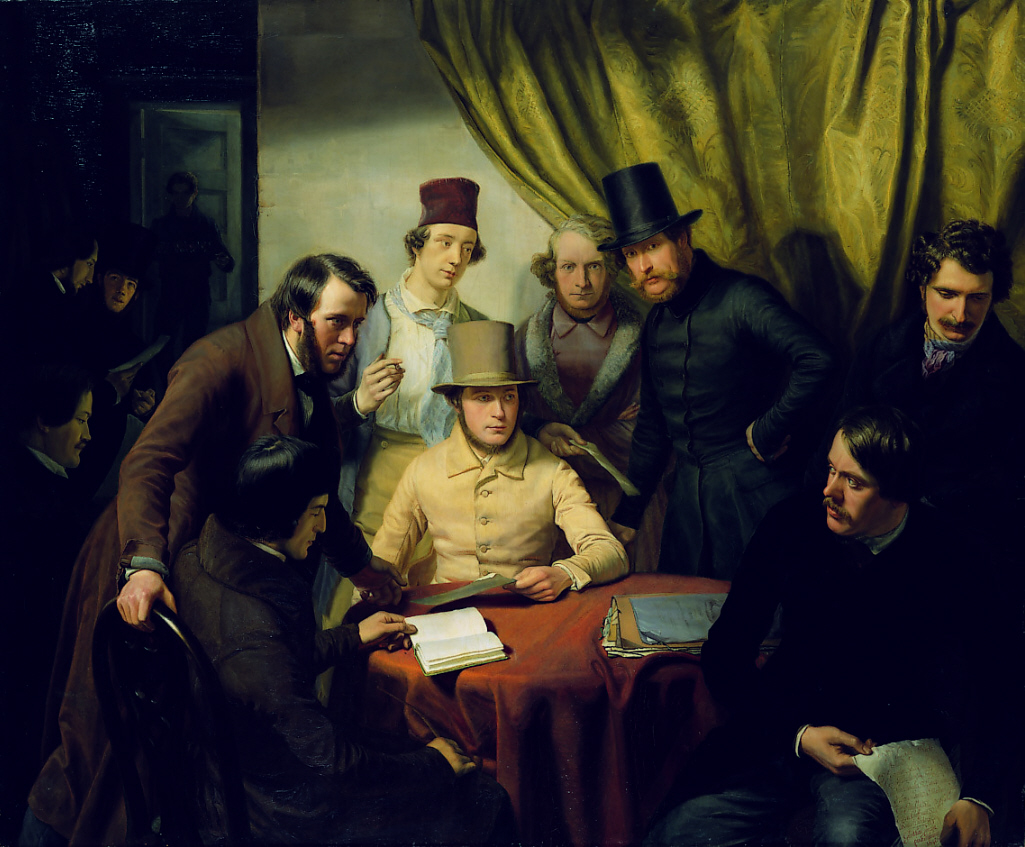
Г. Генслер. Собрание членов «Гамбургской ассоциации художников» (Hamburger Künstlerverein). В центре: Якоб Генслер; слева направо: Гюнтер Генслер, Герман Зольтау, Карл Юлиус Мильде, Герман Кауфман, Рудольф Хардорф; сидят: Франц Хеше и Мартин Генслер (справа). 1840. Холст, масло. Кунстхалле, Гамбург

## Жизнь и творчество
Иоганн Якоб родился в Гамбурге, в семье чеканщика и «ювелира-златокузнеца» (Goldplätter), выходца из Данцига. Кроме Мартина, в семье воспитывались ещё два брата, впоследствии тоже ставших художниками: Мартин и Гюнтер. Их отец умер в 1831 году.
Якоб Генслер учился рисованию и живописи сначала у своего старшего брата Гюнтера, а затем, в 1824—1826 годах, — в Ойтине у Вильгельма Тишбейна, у Герда Хардорфа и Зигфрида Бендиксена в Гамбурге, позднее — в Дрездене, Мюнхене и Вене. С 1828 по 1831 год он посещал занятия в Мюнхенской академии изобразительных искусств, в 1831 году вернулся в Гамбург. В 1832 году Якоб Генслер был одним из основателей «Гамбургской ассоциации художников» (Hamburger Künstlerverein).
Его картины, в основном народные сцены, особенно в ближайших окрестностях Гамбурга, и сельские пейзажи отличаются большой верностью природе и некоторой сентиментальностью, свойственной течению немецко-австрийского бидермайера.
Якоб Генслер писал акварелью и делал рисунки для гравюр иллюстрированных изданий, таких как баллада «Благородный мальчик и жена мельника» (Der Edelknabe und die Müllerin) в сборнике «Песни и картинки» (Lieder und Bilder, 1844). Рисовал миниатюры, подражая средневековой технике, в том числе для благодарственных грамот сената города Гамбурга правительствам Нассау, Бремена, Саксен-Мейнингена, Великобритании, Нидерландов, Пруссии.
Старший брат Якоба, Гюнтер Генслер, был художником-портретистом. Младший брат, Мартин Генслер, занимался живописью архитектурного и бытового жанра. Якоб Генслер скончался в Гамбурге 26 января 1845 года.
Семейная гробница находится в музее гробниц под открытым небом Хекенгартен на кладбище Ольсдорф (Hamburg-Ohlsdorf) в Гамбурге. Кроме того, в районе мемориального кладбища Альтембург в Ольсдорфе имеется мемориальная надпись памяти братьев Генслер и других известных гамбургских художников.
В районе Гамбург-Бармбек (Hamburg-Barmbek) имеется улица, названная в честь братьев Генслер (Genslerstraße).

## Галерея

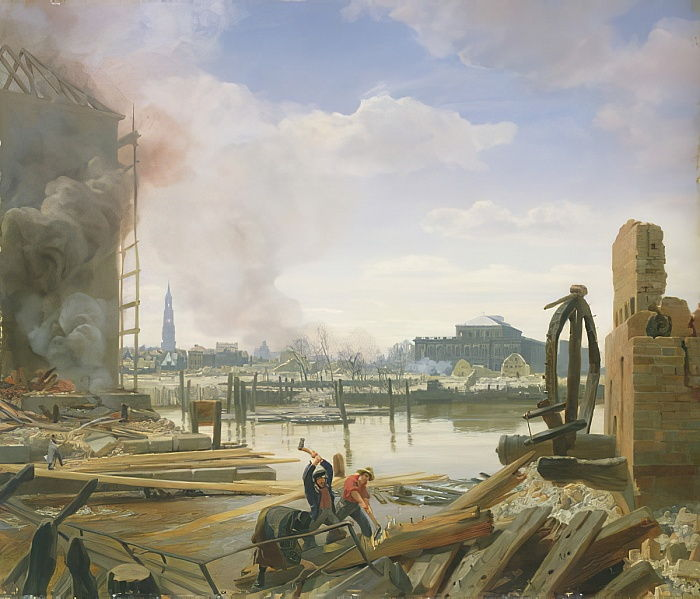
Гамбург после пожара 1842 года. 1842. Дерево, масло. Кунстхалле, Гамбург
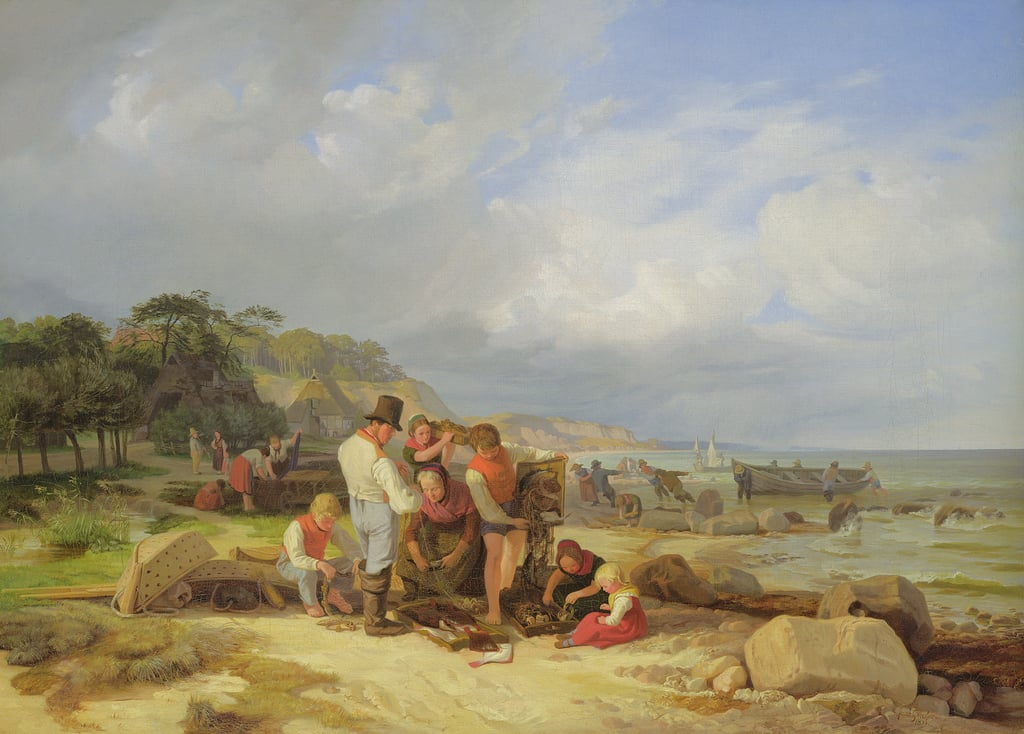
Рыбаки. 1835. Холст, масло. Кунстхалле, Гамбург
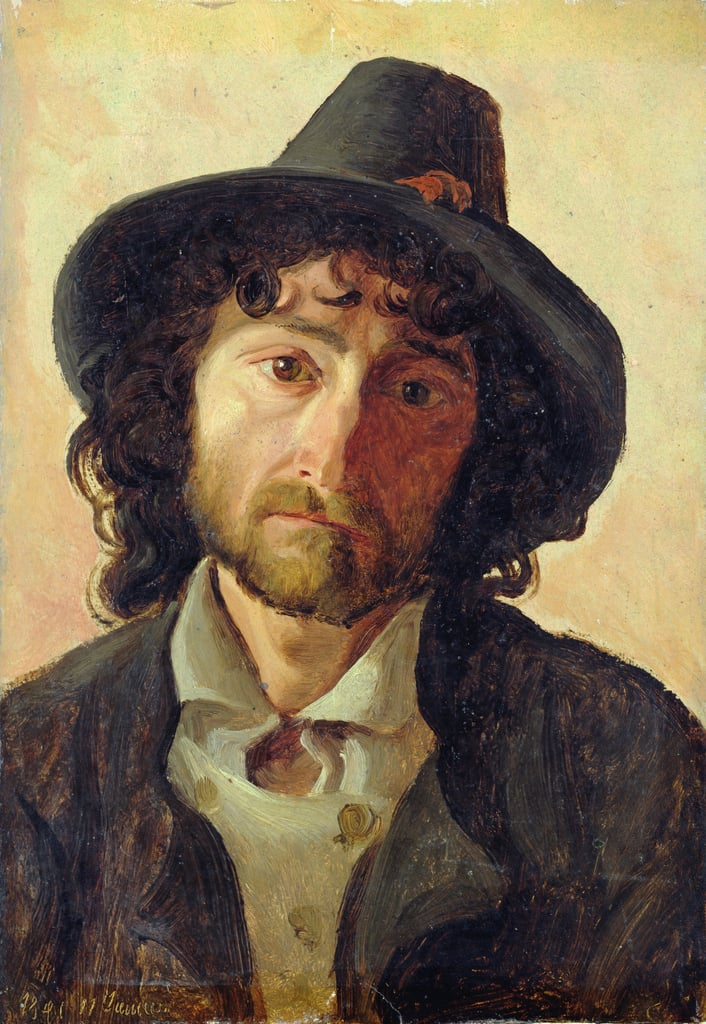
Мужской портрет. 1841. Картон, масло. Кунстхалле, Гамбург
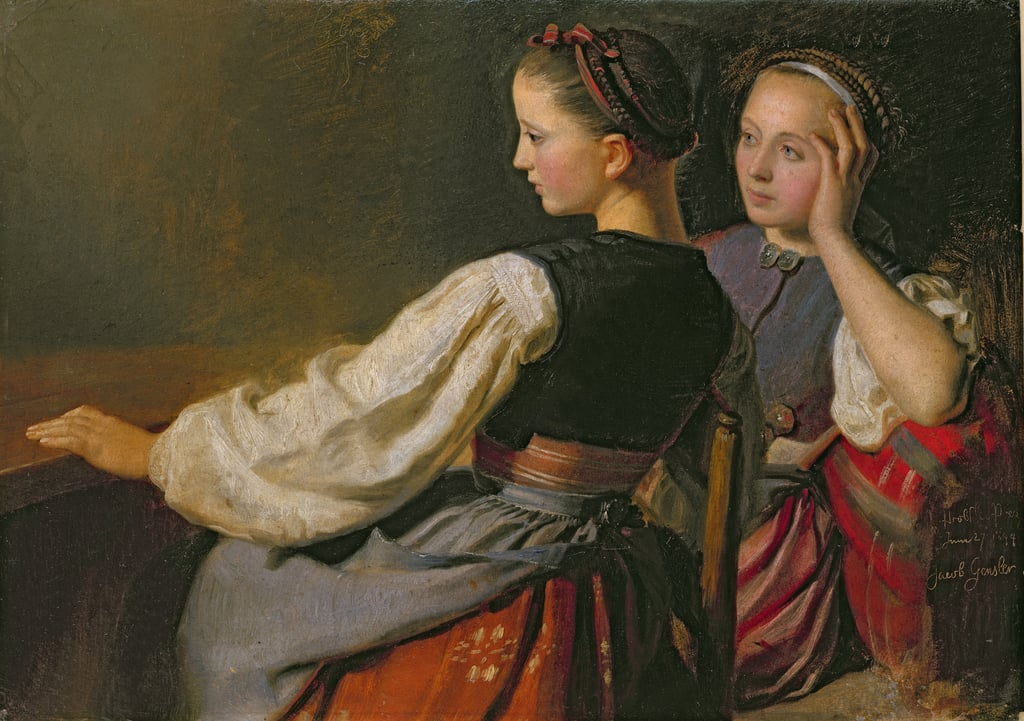
Девушки из Пробстее. 1844. Картон, масло. Кунстхалле, Гамбург
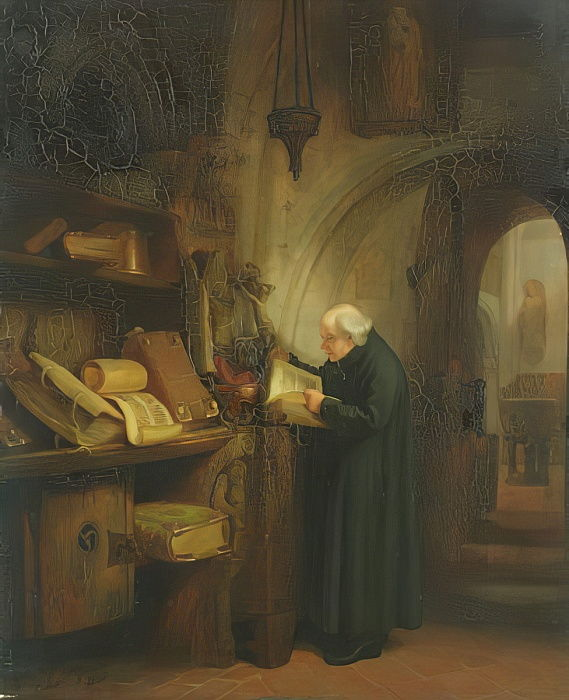
Сакристия. Местонахождение неизвестно
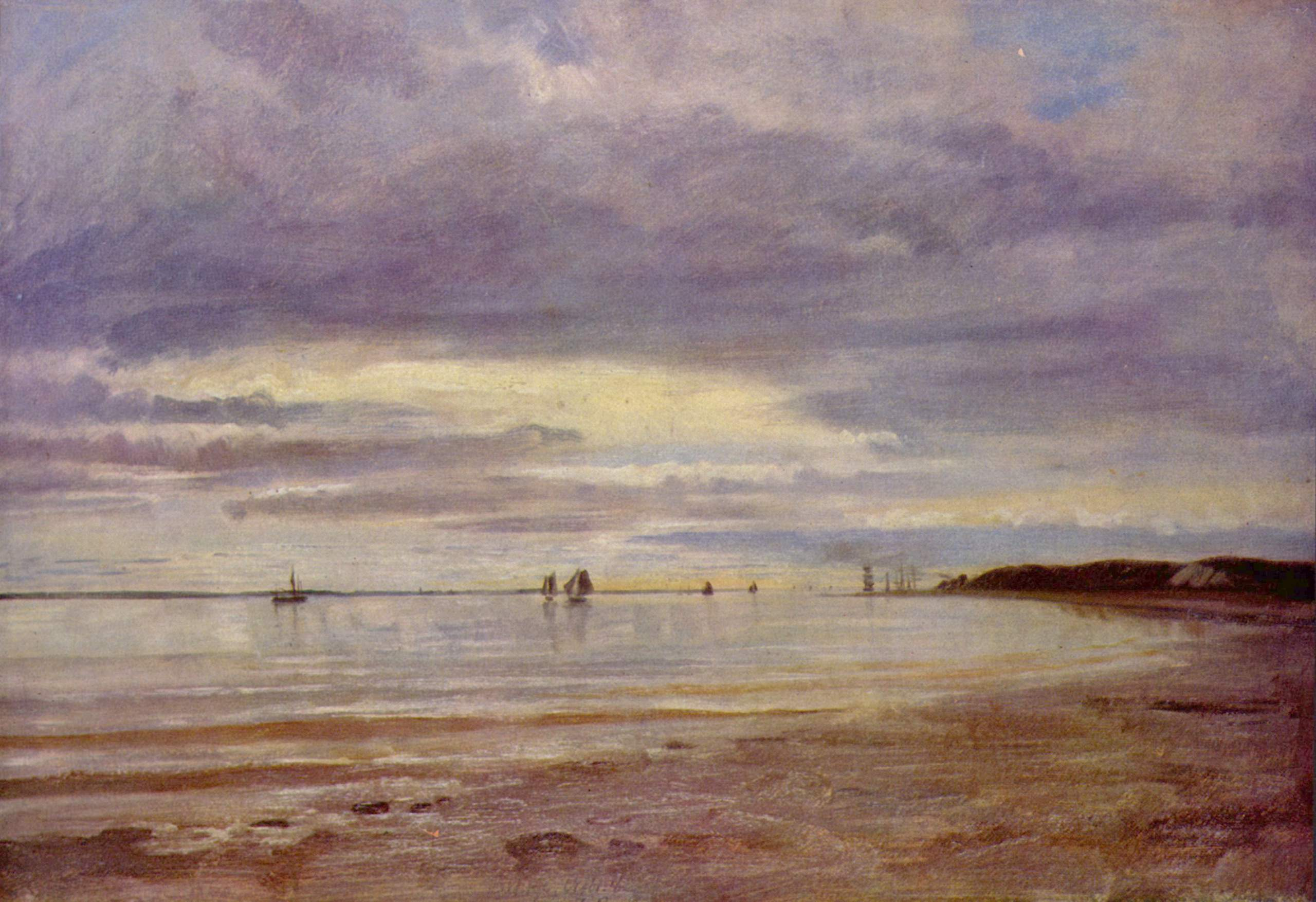
Побережье у Бланкенезе. 1842. Бумага, масло. Кунстхалле, Гамбург
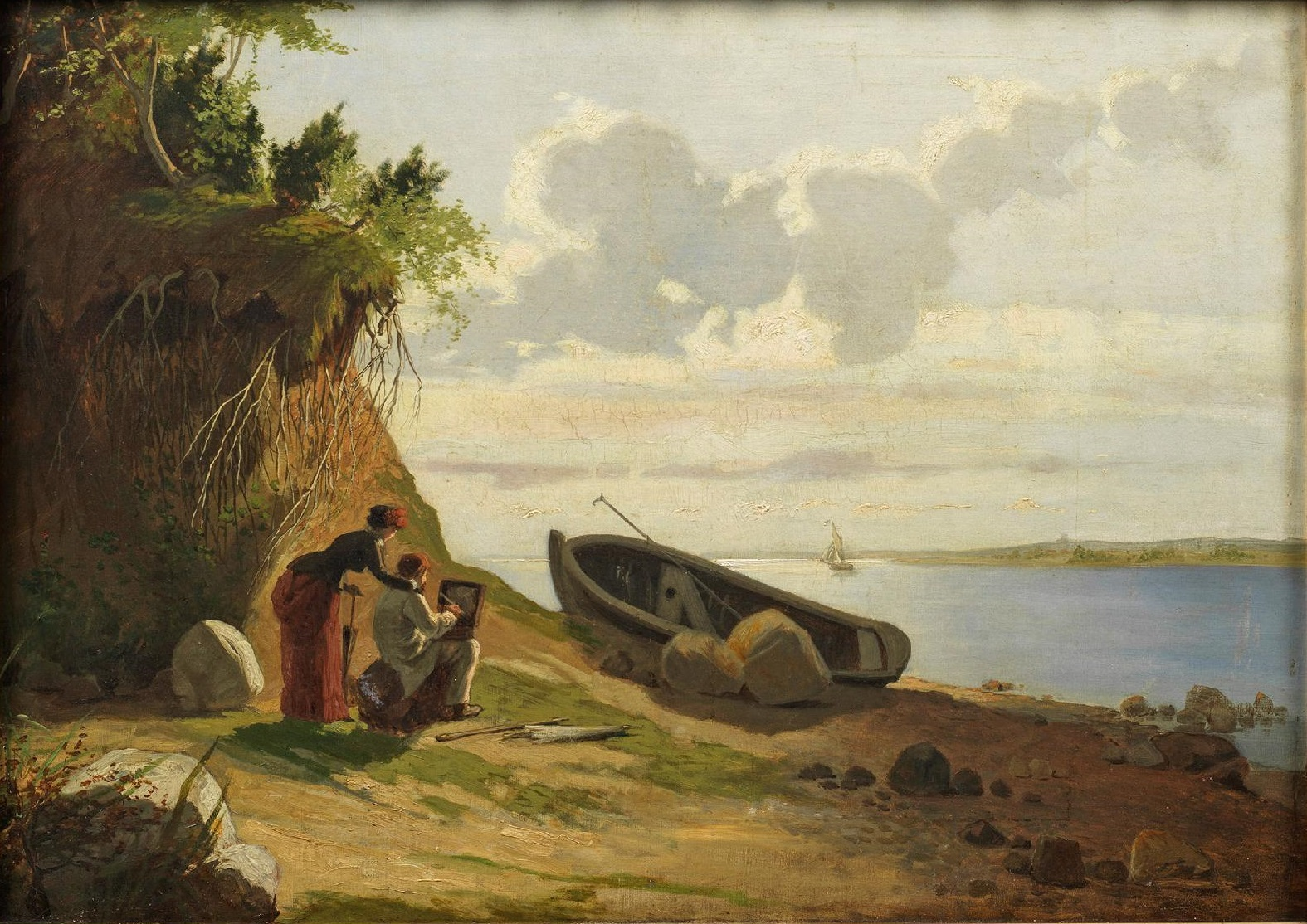
Пейзажный этюд с Эрвином Спектером и его женой, рисующими на берегу Эльбы. Холст, масло. Замок Альден
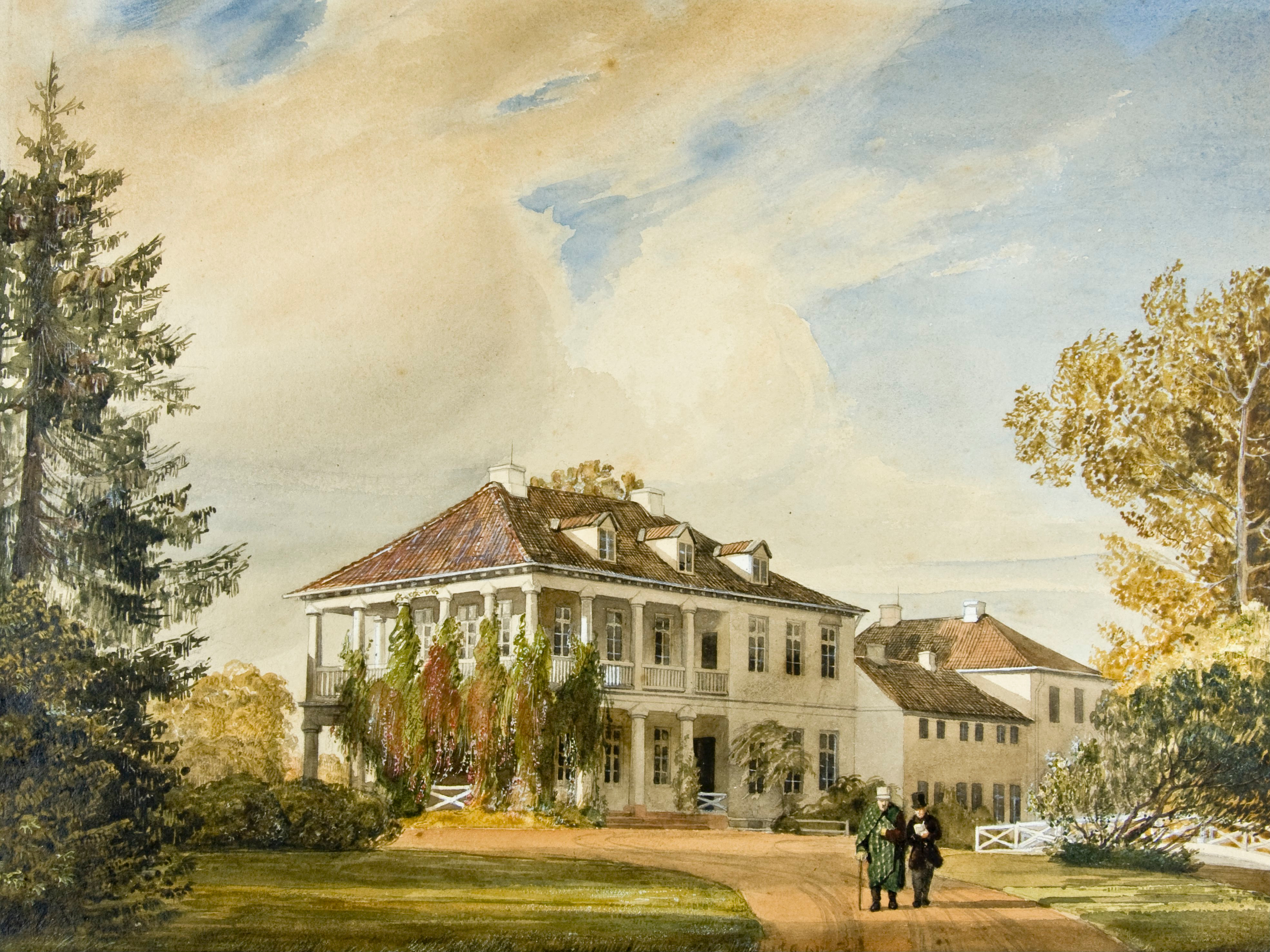
Барон Фохт и его секретарь перед загородным домом во Флоттбеке. 1837. Бумага, акварель. Дом М. Йениша (Йениш-хаус), Гамбург